# Annie Sherwood Hawks
Annie Sherwood Hawks, född 1835, död 1918, baptist och sångförfattare från USA.

## Sånger
- Städs jag dig behöver (nr 770 i Frälsningsarméns sångbok 1990)
- Var stund jag dig behöver (nr 86 i Sånger till Lammets lof 1877)